# 妙義山

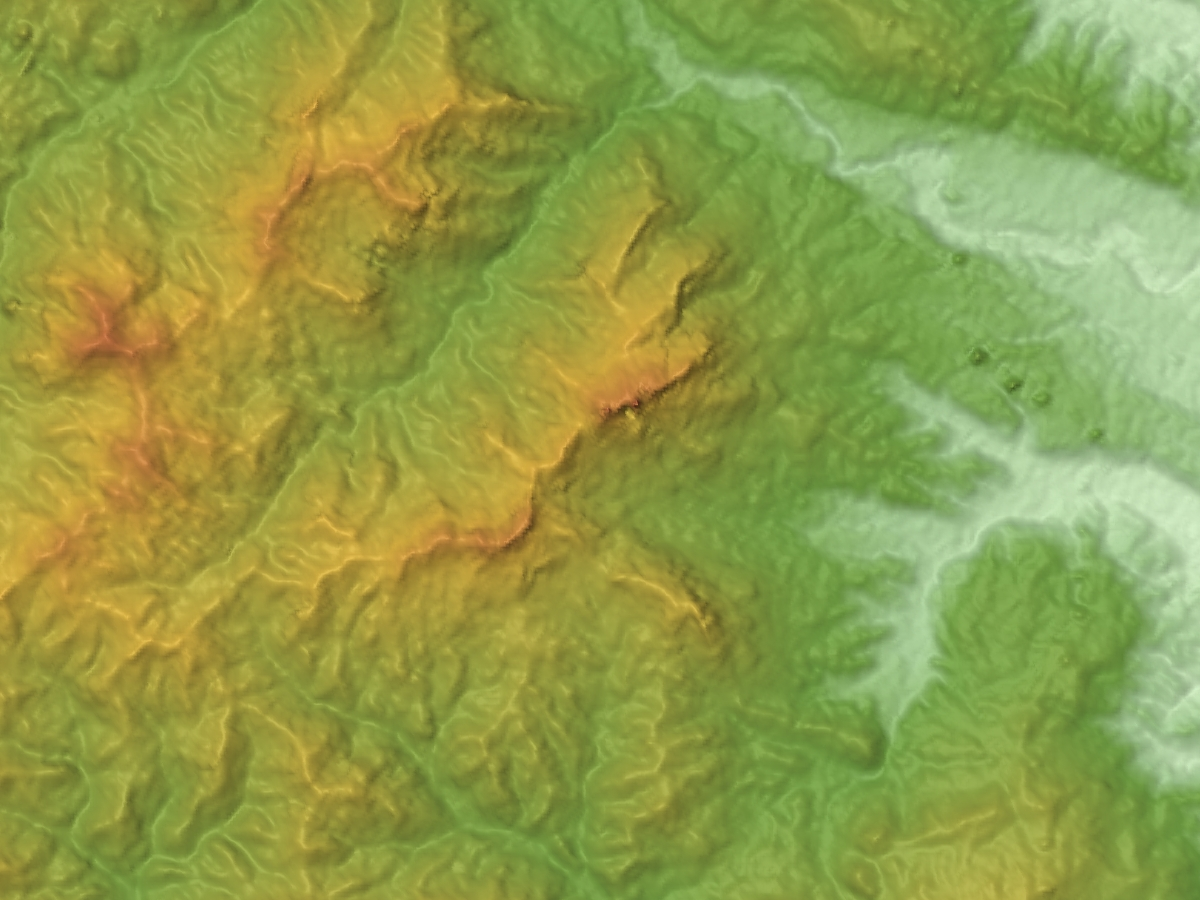
妙義山(中央)の地形図

妙義山（みょうぎさん）は、群馬県甘楽郡下仁田町・富岡市・安中市の境界に位置する山域の総称。赤城山や榛名山と共に上毛三山の一つとされ、日本三大奇景の一つにも数えられる山である。
山域のほとんどは妙義荒船佐久高原国定公園の区域内で、金洞山南東麓の石門群で知られる奇勝部分（群馬県県有地）が群馬県立妙義公園となっている。

## 概要
妙義山は関東平野の西部に位置しており、南西から北東方向に延びる2つの岩峰列からなり、中木川（中木沢）を挟んで南東域のほうを表妙義、北西域のほうを裏妙義という。
このうち表妙義は白雲山（標高1,104m）、金鶏山（標高856m）、金洞山（標高1,094m）の3つの山域に区分される。その最高峰は白雲山に隣接する相馬岳である（標高1,103.8m）。表妙義には衝立状やろうそく状の特異な岩峰群がみられ、慣例的に「岩塔」と称されている。特に表妙義の第1から第4の石門をめぐる石門群めぐりは人気のコースとなっている（ただし第2石門は急峻なため鎖が設置されており中級登山道に分類されている）。このほかにも大砲岩や筆頭岩などの奇岩がある。なお、白雲山の北東に妙義富士がある。
一方、裏妙義の主峰は谷急山（やきゅうやま）である（標高1,162.1m）。このほかにも烏帽子岩や丁須ノ頭といった岩峰がある。
妙義山の主峰である白雲山の中腹には妙義神社が建立されている。また、金洞山側には中之嶽神社がある。
1923年（大正12年）3月7日に国の名勝に指定され、2023年（令和5年）に名勝指定100周年を迎えた。日本百景にも選定されている。また「上毛かるた」では、「も」の札に「紅葉に映える妙義山」として採録されている。
1984年（昭和59年）には山岳関係の作品で有名な作家である深田久弥のファンクラブが制定した日本二百名山の中に加えられた。

## 登山
登山難易度の高い岩稜部が連続する山岳地帯を含み、毎年のように滑落事故が発生していることもあり、地質・岩石学的調査を行う研究者も少ない。縦走路は、鷹戻し、堀切（ほっきり）、奥の院などに鎖場がある。昭文社が作成する『山と高原地図』では難路の登山道（初級・中級・上級の分類の中で分類外の最上級）に分類、富岡市作成の『妙義山登山まっぷ』では上級登山道、と紹介されている。
この遭難の多さのため、2010年1月、群馬県・地元自治体・警察・消防・山岳会で妙義山系山岳遭難防止対策会議が発足し対策を話し合った。しかし登山を禁止したい行政と、登山を続けたい地元山岳会との間で対策法について意見が対立し、結局、鎖の増設と改良のみにとどまった。なお、金鶏山は入山禁止となっている。
2019年5月13日、プロアドヴェンチャーレーサー田中陽希は、「グレートトラバース3　日本三百名山 全山人力踏破」158座目に、妙義山の表妙義、白雲山（相馬岳）・金洞山（中之岳）に登頂している。
以上の上級登山道とは別に山腹をめぐる一般登山道として、妙義神社と中之嶽神社を結ぶ中間道があり、関東ふれあいの道に指定されている。

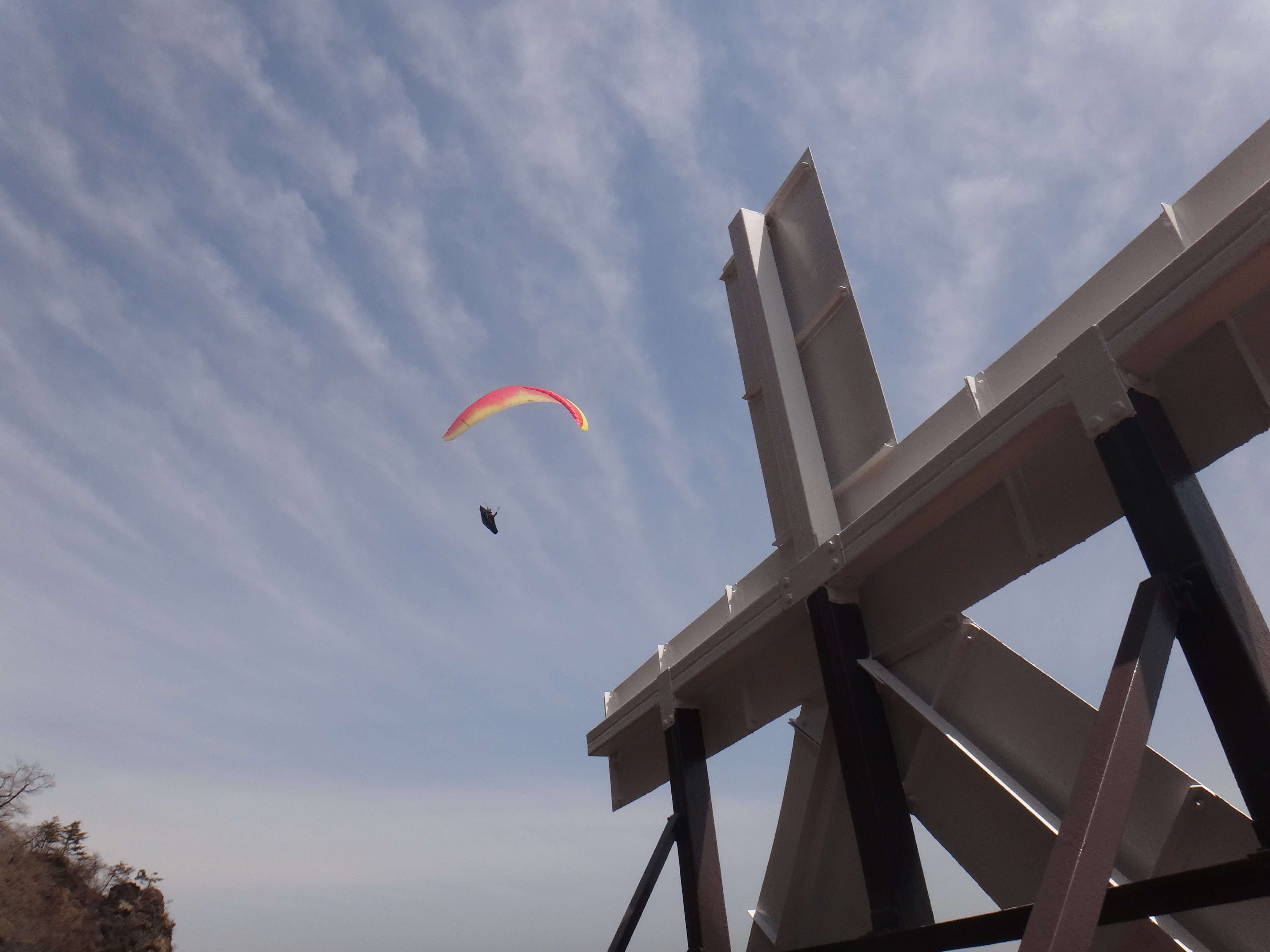
大の字とパラグライダー
奥の院と鎖場
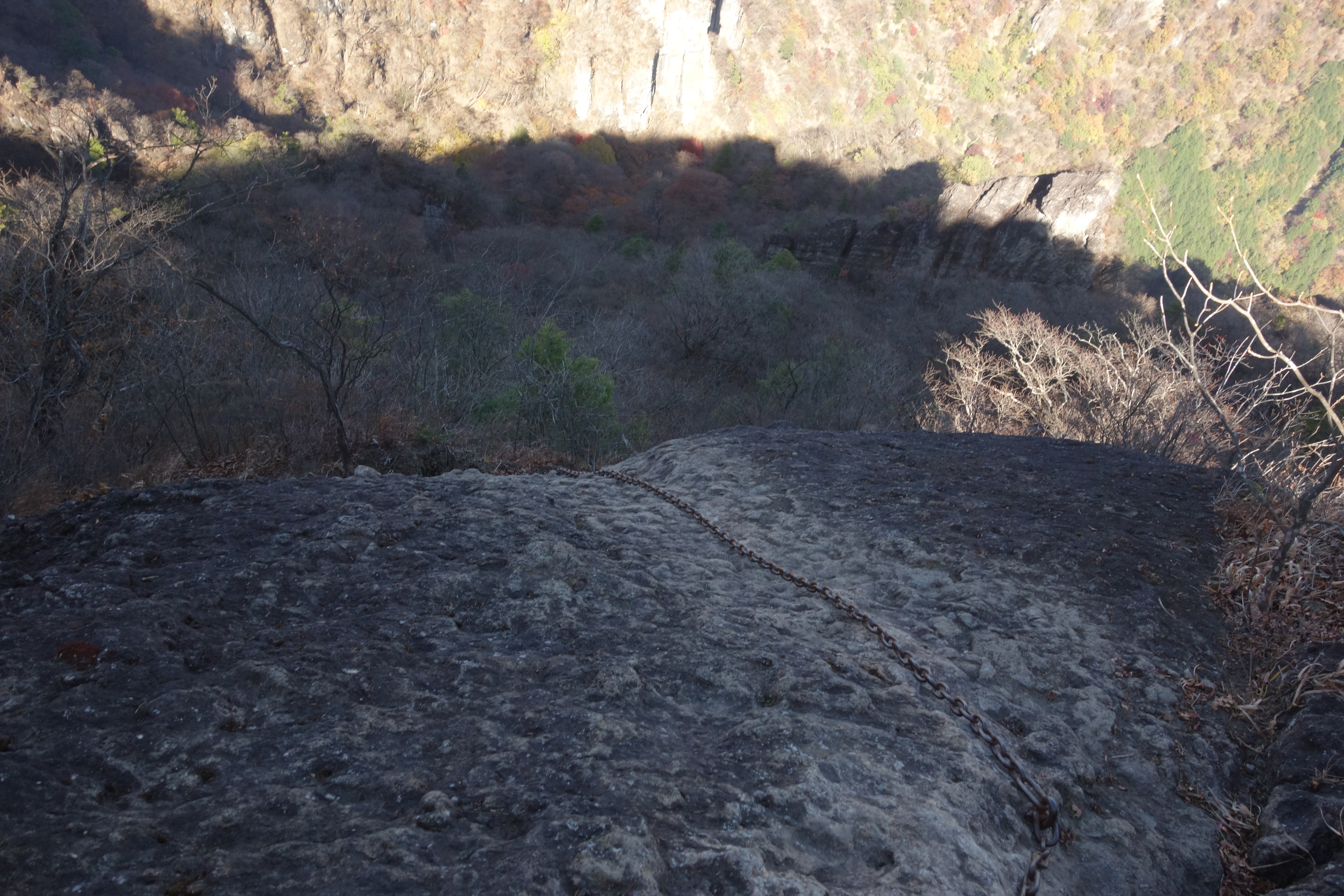
ビビリ岩の鎖場
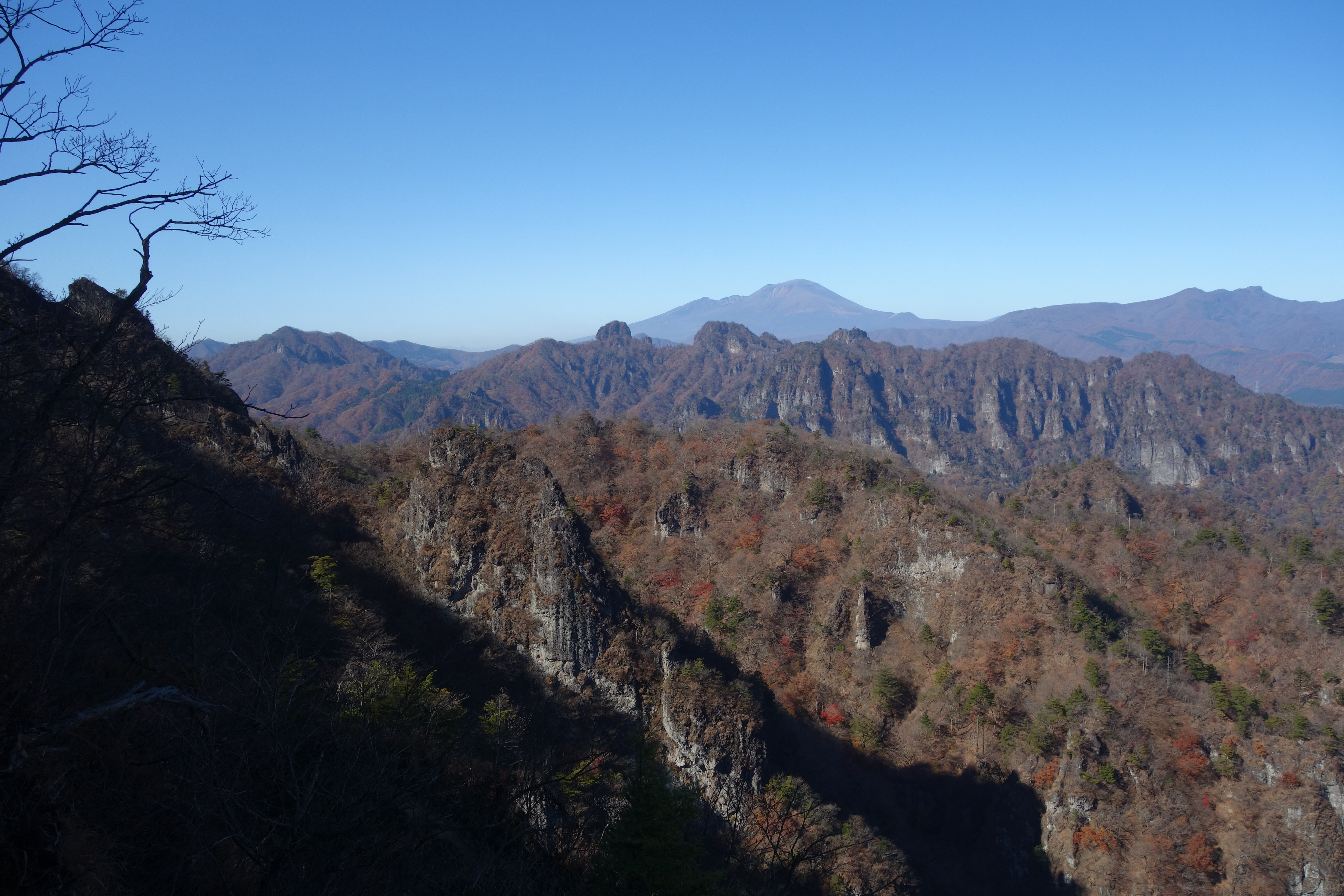
ビビリ岩からの浅間山と裏妙義
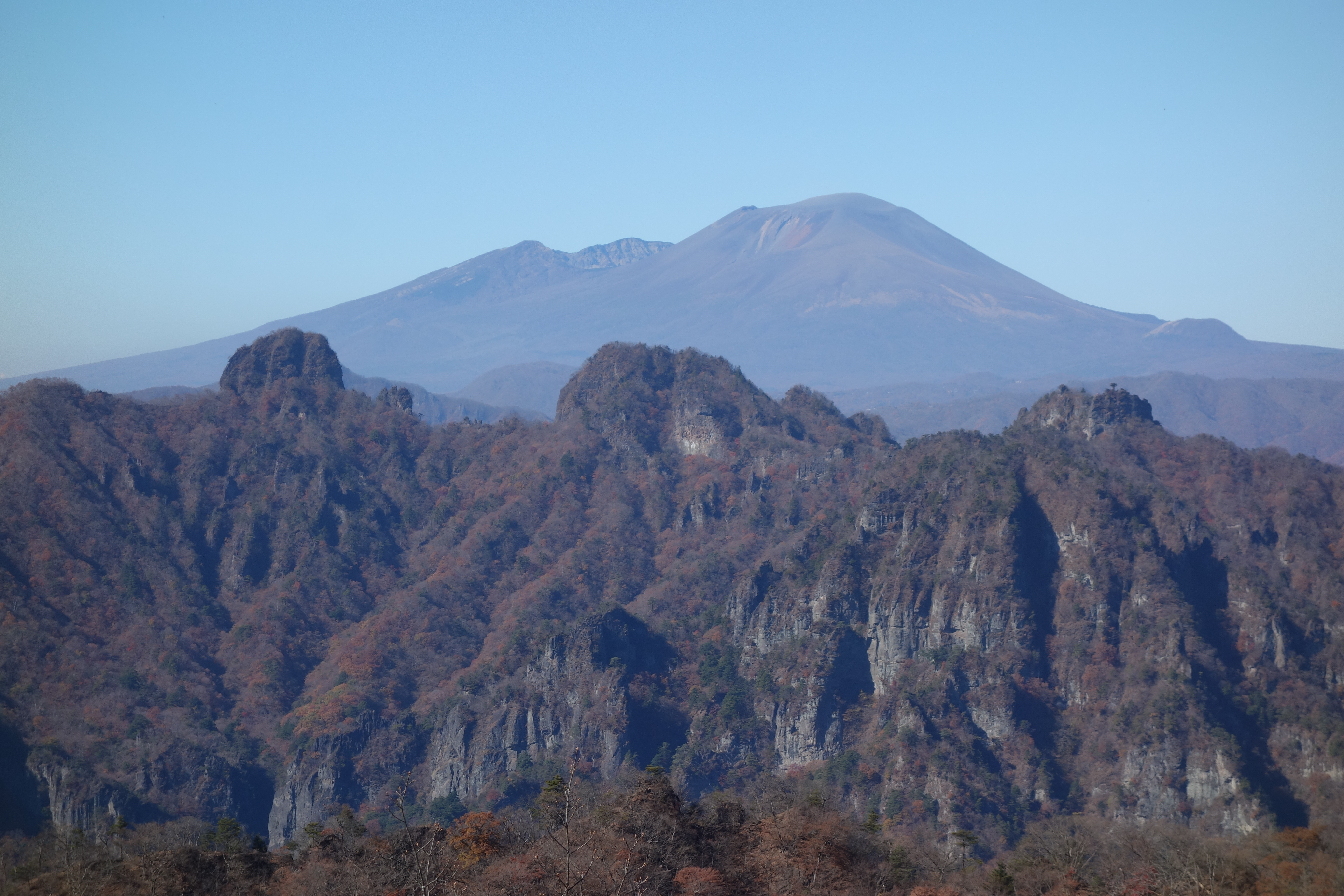
玉石からの浅間山と裏妙義
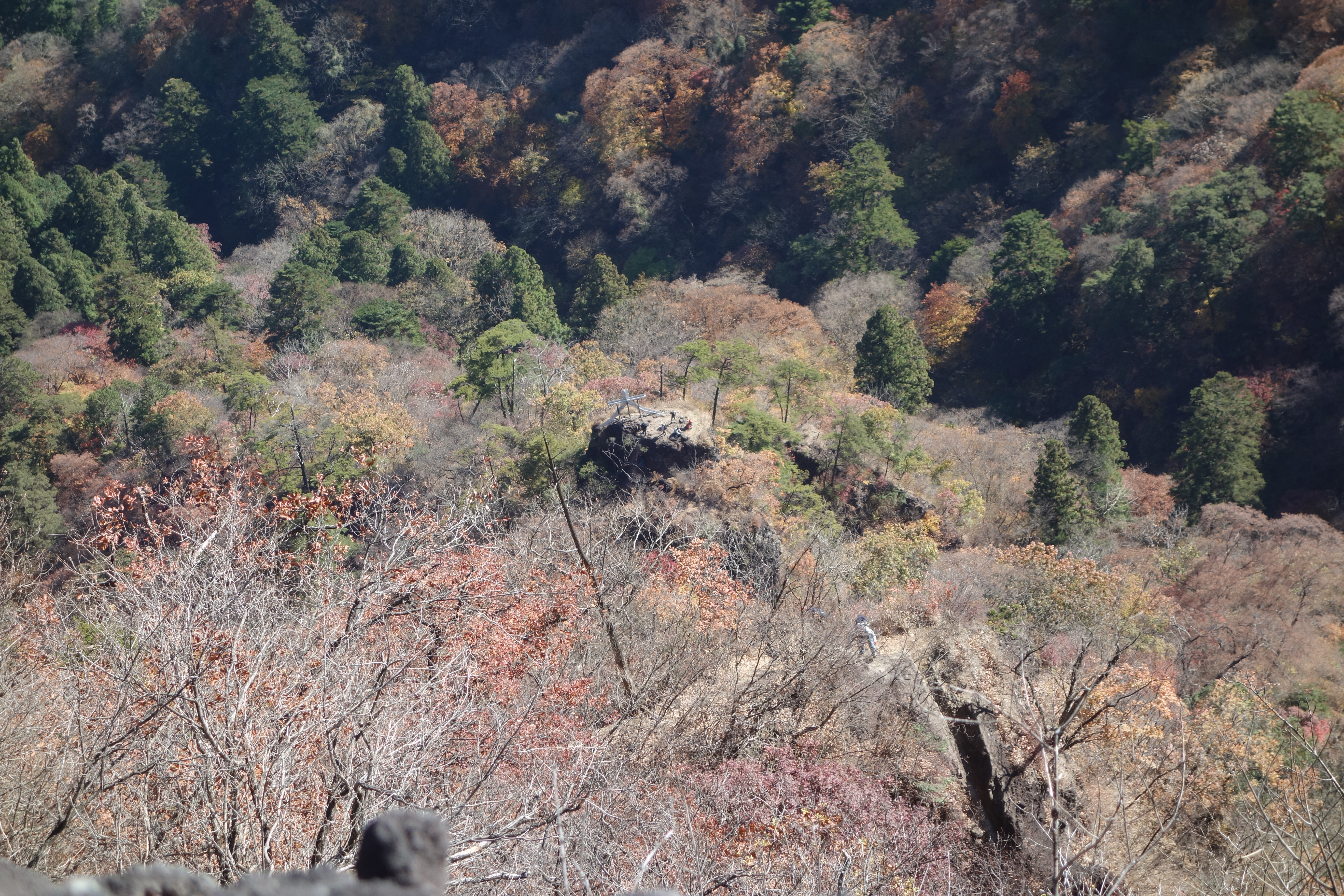
玉石付近から見下ろした大の字
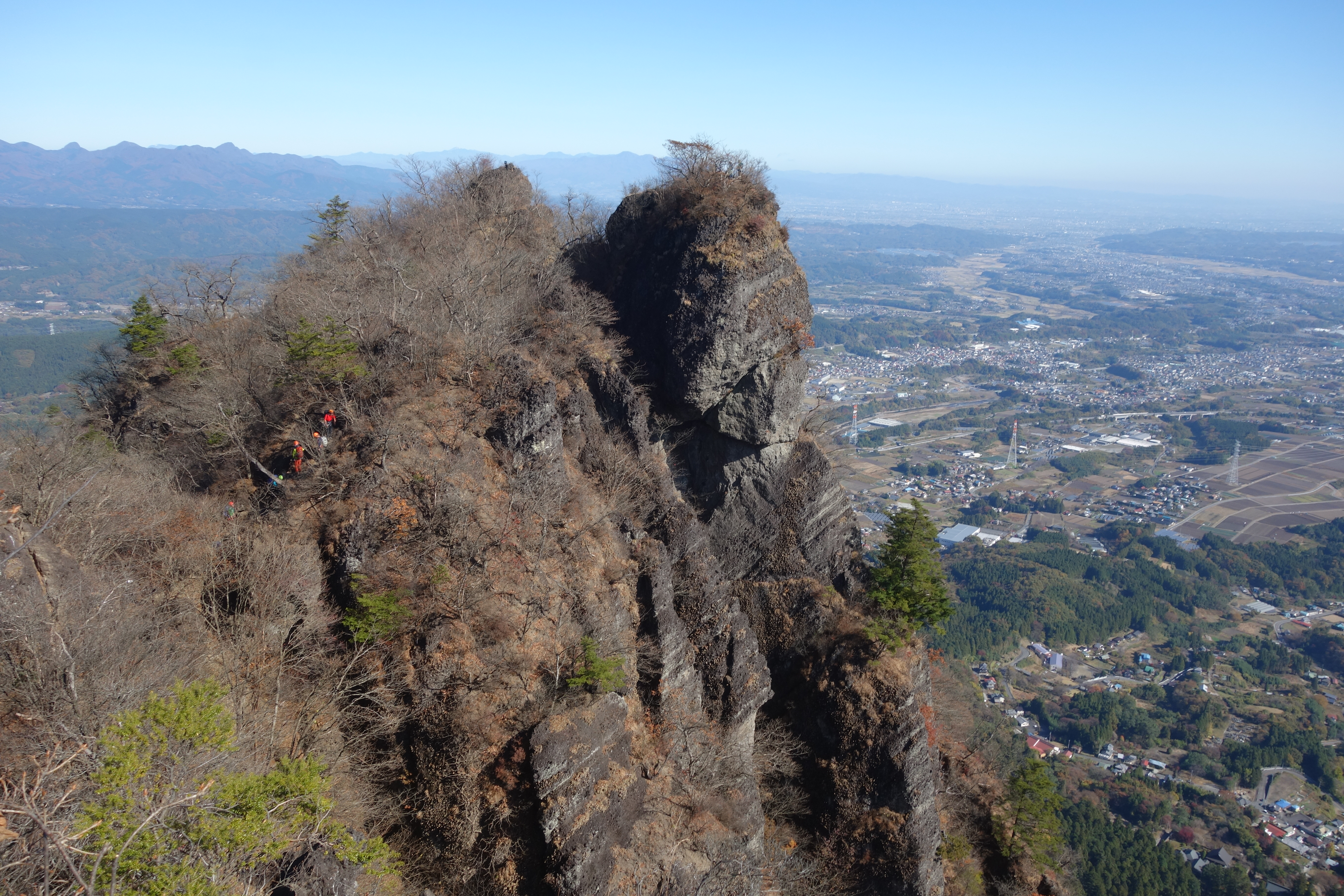
背ビレ岩からの玉石
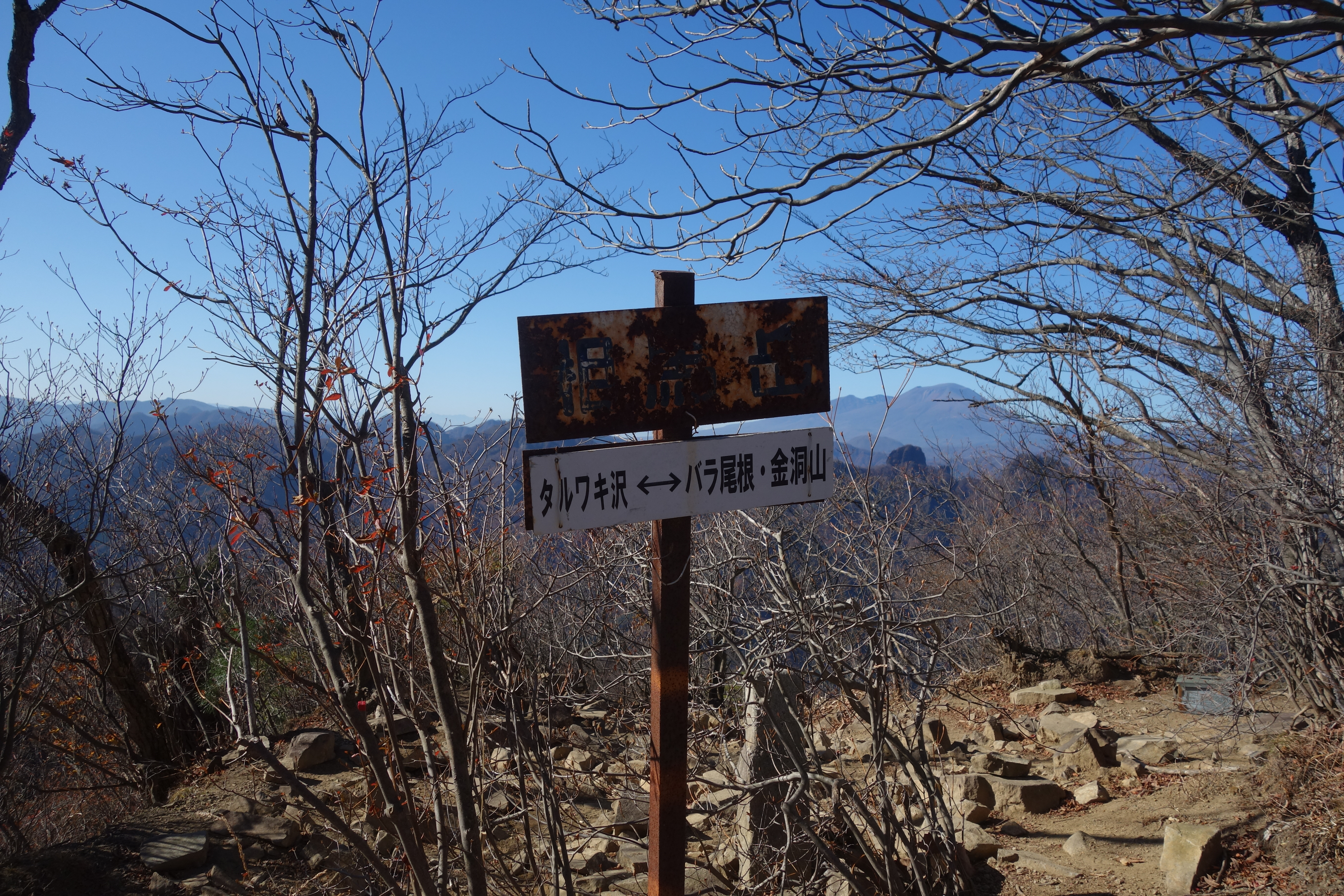
相馬岳山頂
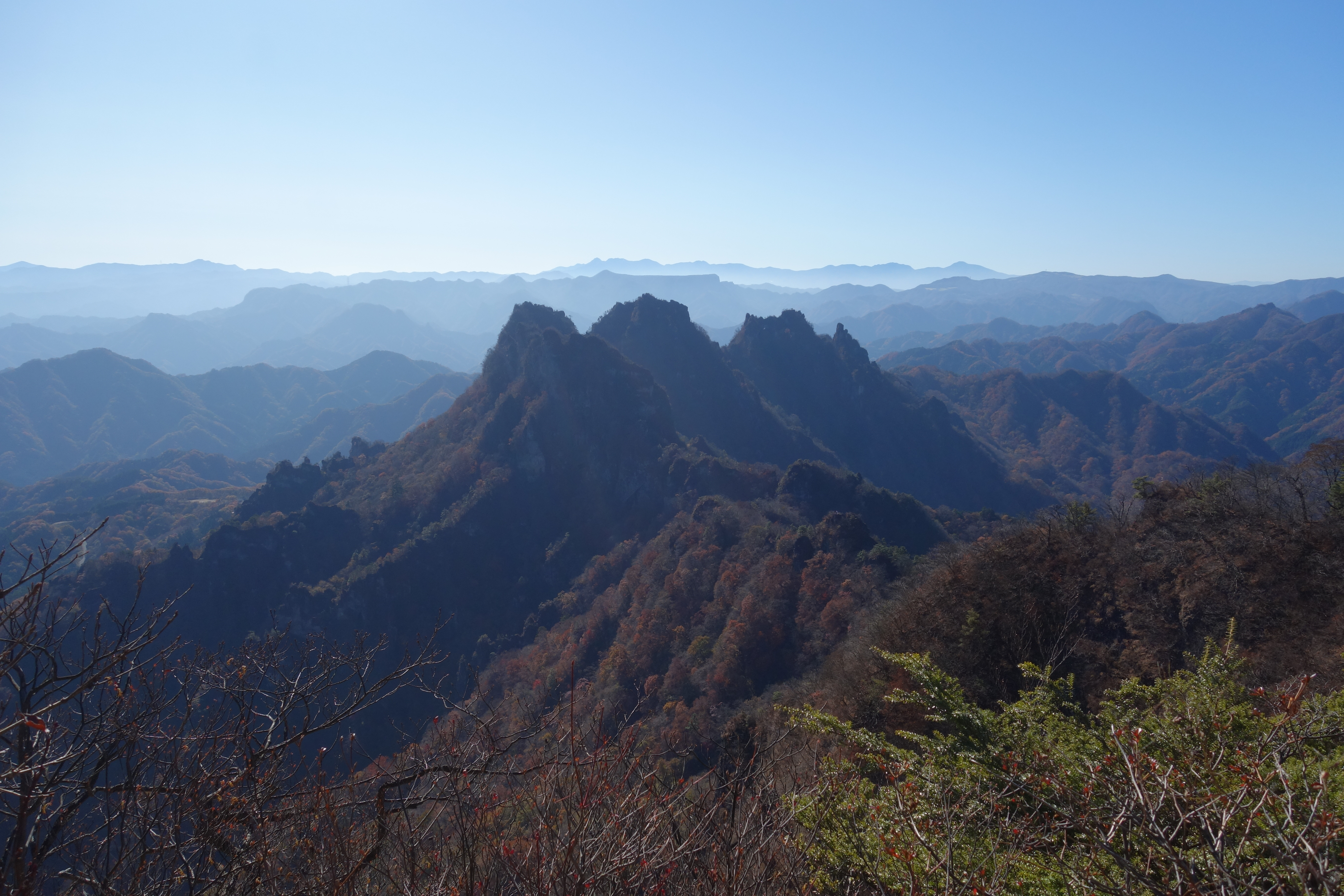
相馬岳から見た金洞山（鷹戻し）
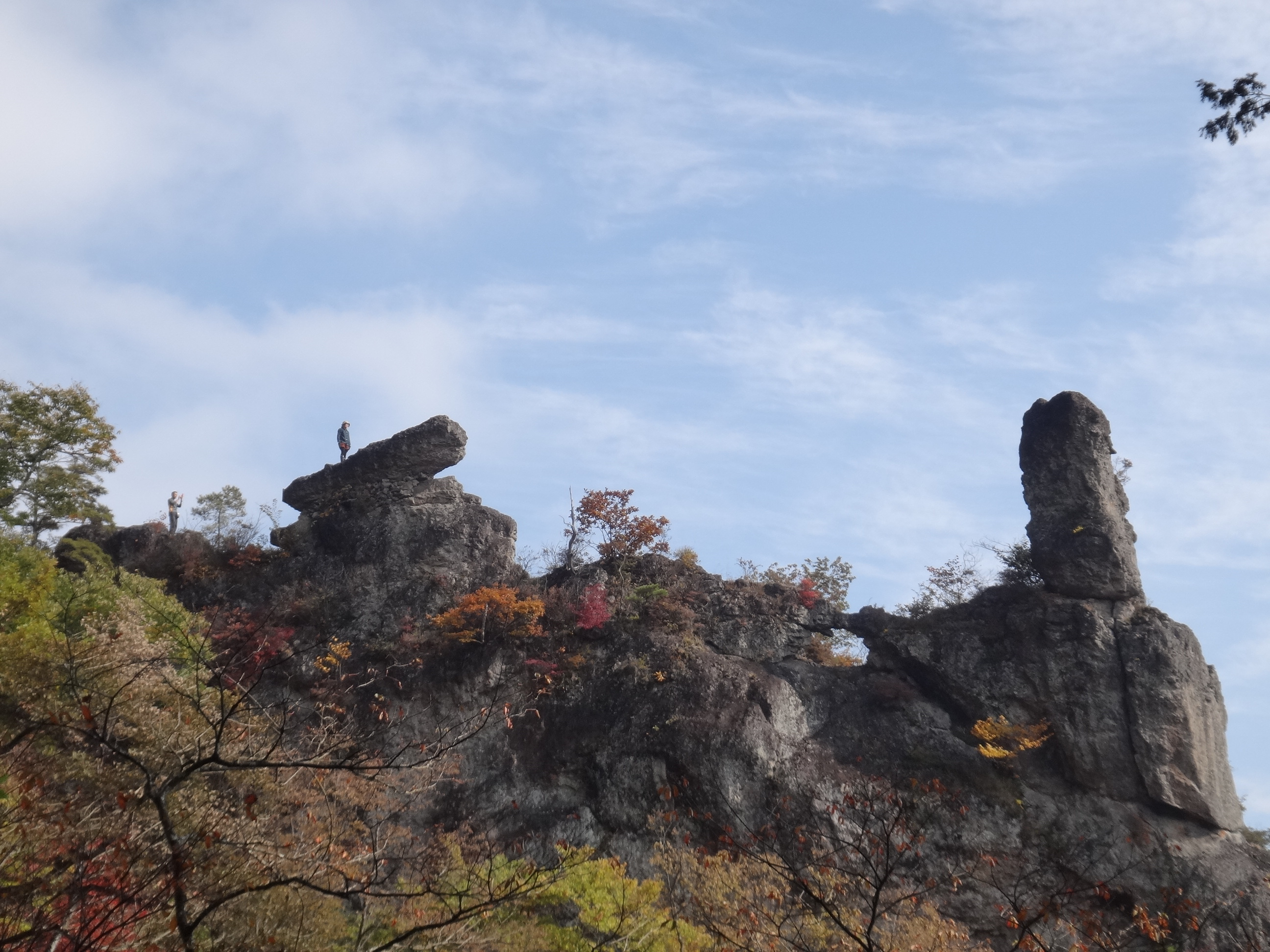
石門広場から大砲岩を眺める
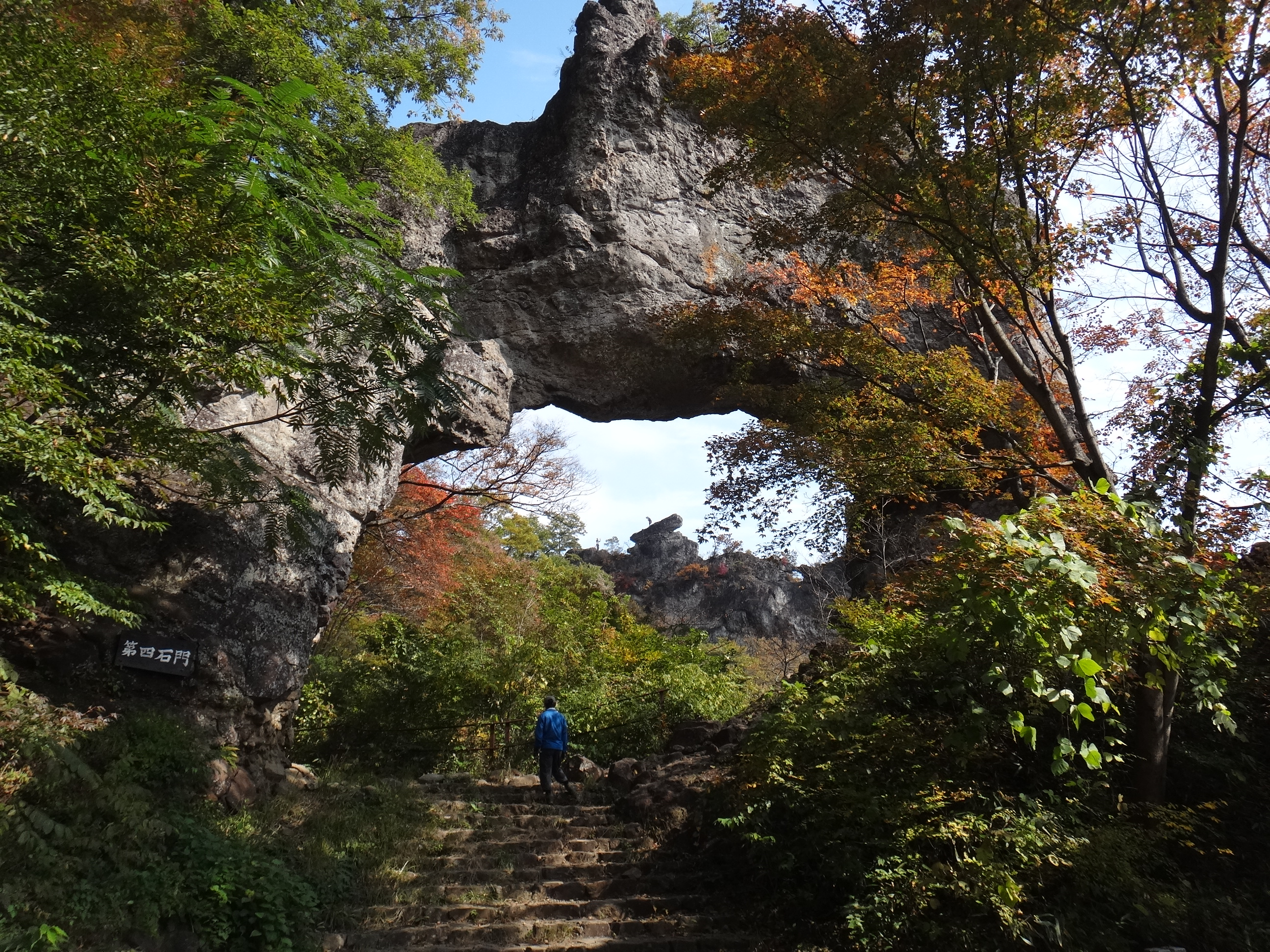
石門広場
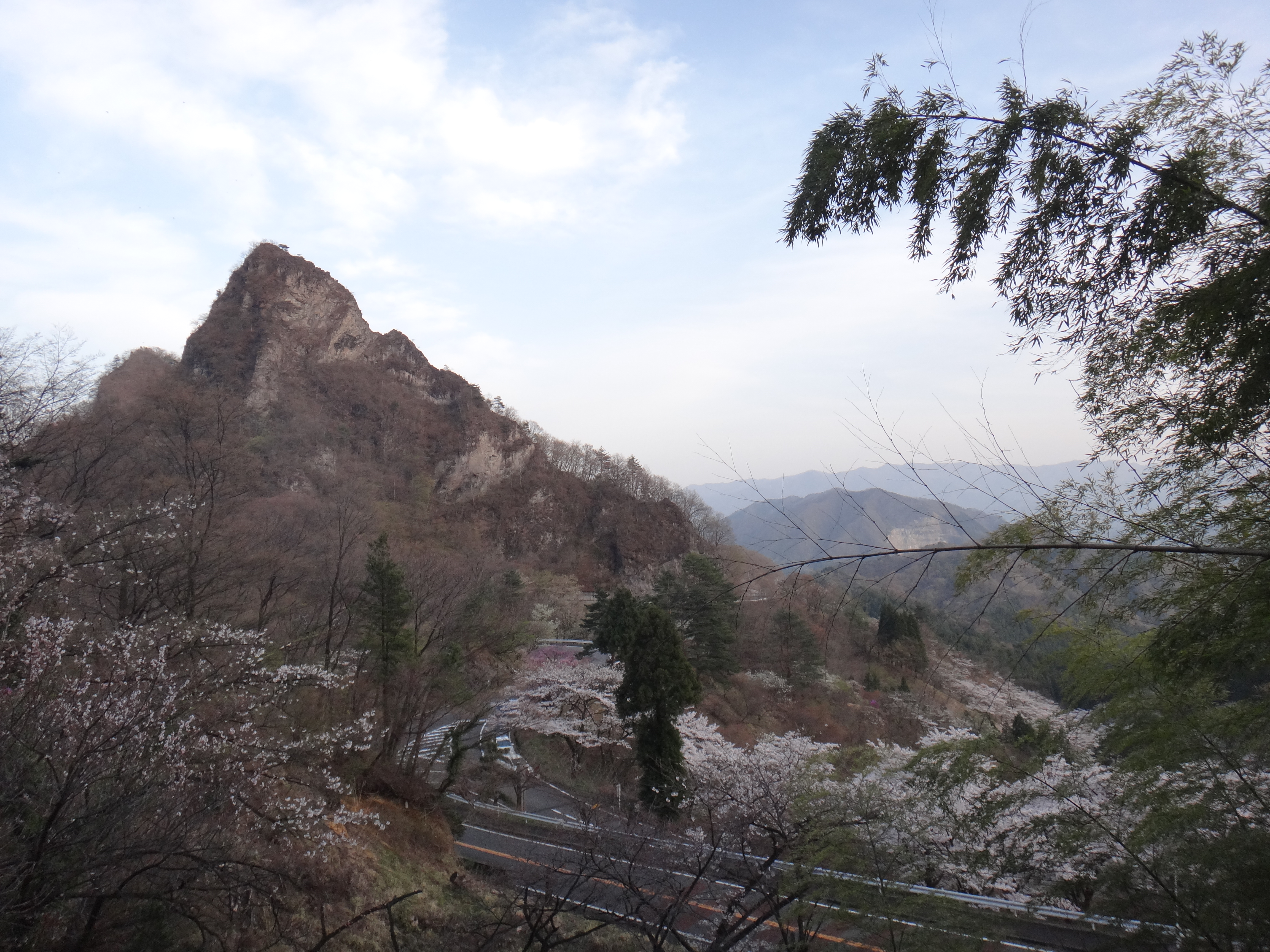
さくらの里と筆頭岩
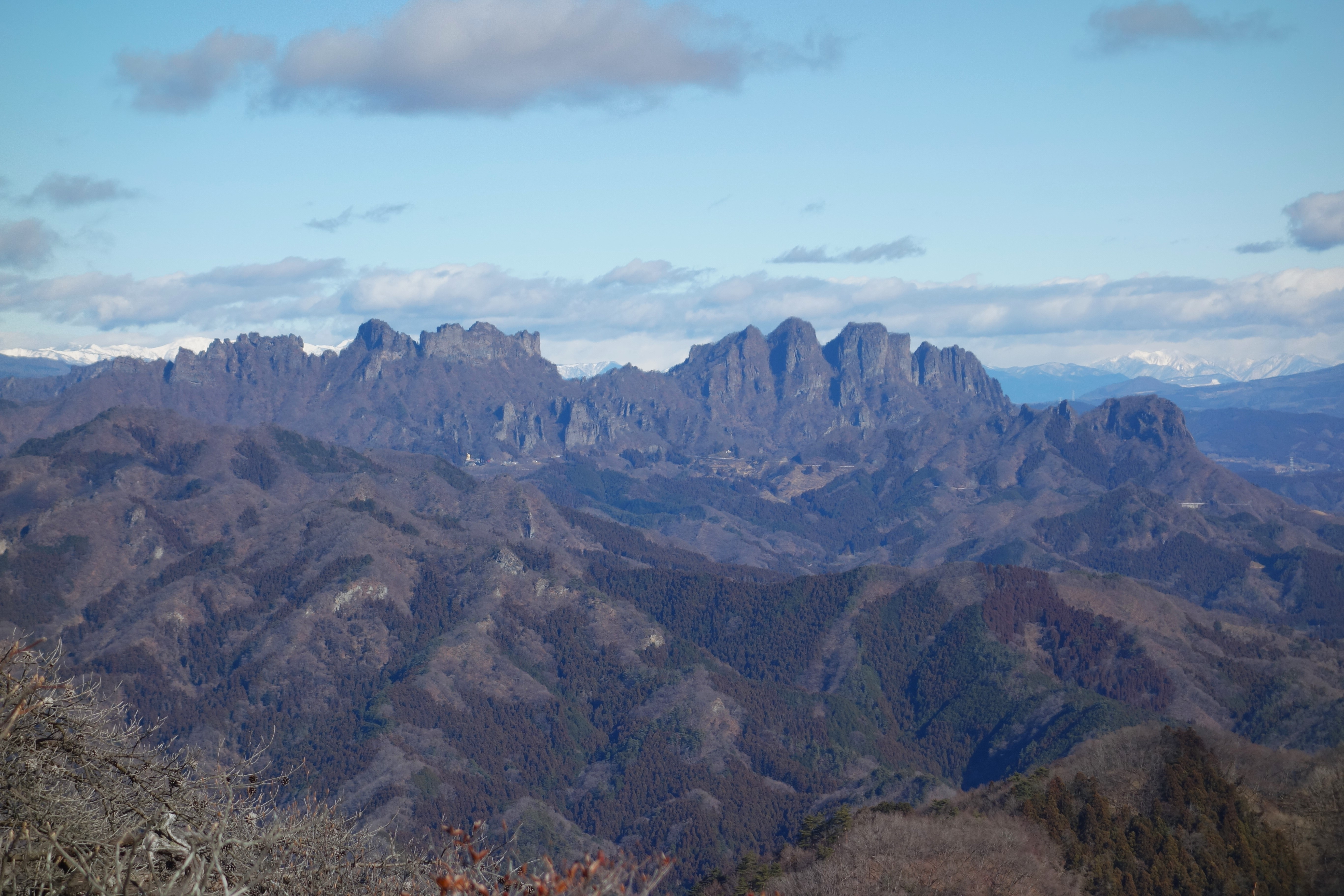
鹿岳からの妙義山

## 観光
妙義山の縦走路は上記のように危険個所が多く、遭難も多発しているので富岡市などから注意喚起がなされているが、その山麓では道路整備が行われ、通年での観光が一般客でも可能となっている。そもそも、妙義山は古代から続く山岳信仰の対象であり、宣化天皇2年（537年）創建と伝わる妙義神社は妙義山東側の白雲山を神体とし、その中腹に立地している。また、妙義神社の一の鳥居の近くには2000年に道の駅みょうぎが開業し、妙義山観光案内所やみょうぎ物産センターが併設されている。この道の駅が開業した当時はこの地域は甘楽郡妙義町だったが、2006年に（旧）富岡市と合併して改めて新設された富岡市の一部となった。
一の鳥居近くの三叉路はそれぞれ群馬県道である191号妙義山線、196号上小坂四ツ家妙義線、213号磯部停車場妙義山線の各終点となっており、近隣市町の中心市街地からつながっている他、東側では51号松井田下仁田線も通っている。この中で196号線は下仁田から妙義山南西側の中之嶽神社を通って妙義神社へ至る道で、富岡市では「妙義紅葉ライン」の愛称で紹介している。また、51号線は安中市内にある上信越自動車道の松井田妙義インターチェンジに接続し、広域観光での妙義山への主要ルートとなっているほか、上信越自動車道自体も表妙義の南東から裏妙義の西へと妙義山の北側を回り込むようなルートで1993年に開通している。

## 妙義山に因む名称
- 群馬県内の小学校では、運動会の組分けを上毛三山の名前を用いて、「赤城団」「榛名団」「妙義団」の3組とし、対抗させる例が多数存在する[注釈 3]。
- 妙義山北麓を流れる中木川に建設された中木ダムのダム湖は、妙義山にちなみ妙義湖と名付けられた。

## ギャラリー

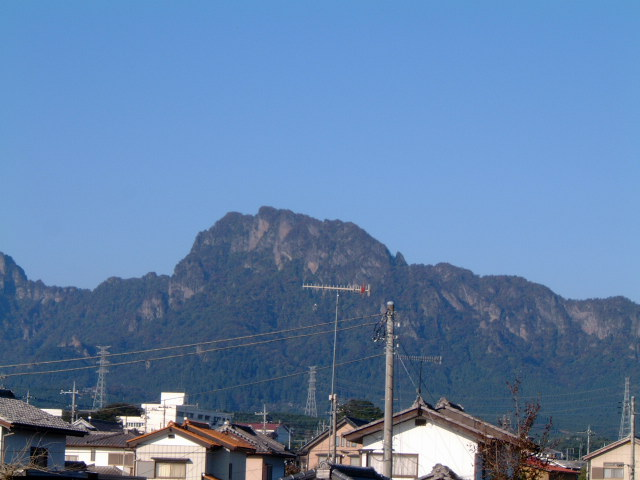
安中市より望む
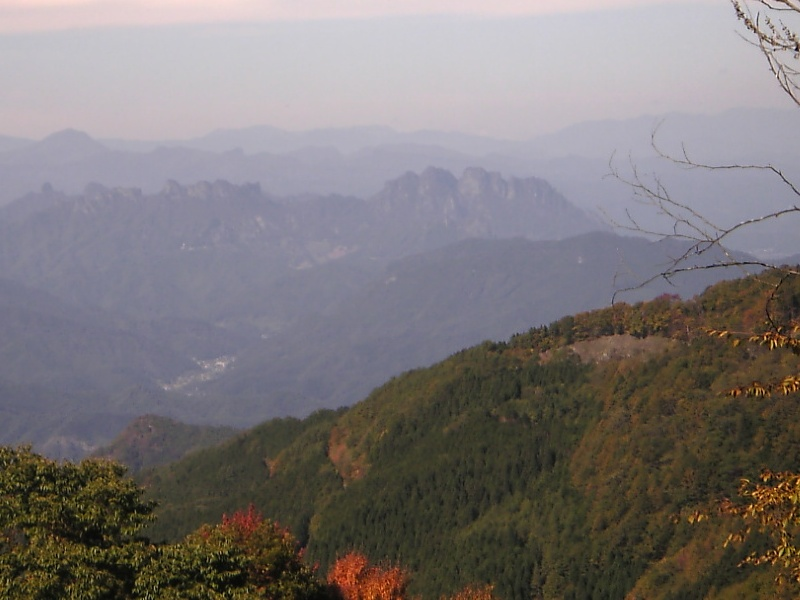
御荷鉾スーパー林道より望む山塊
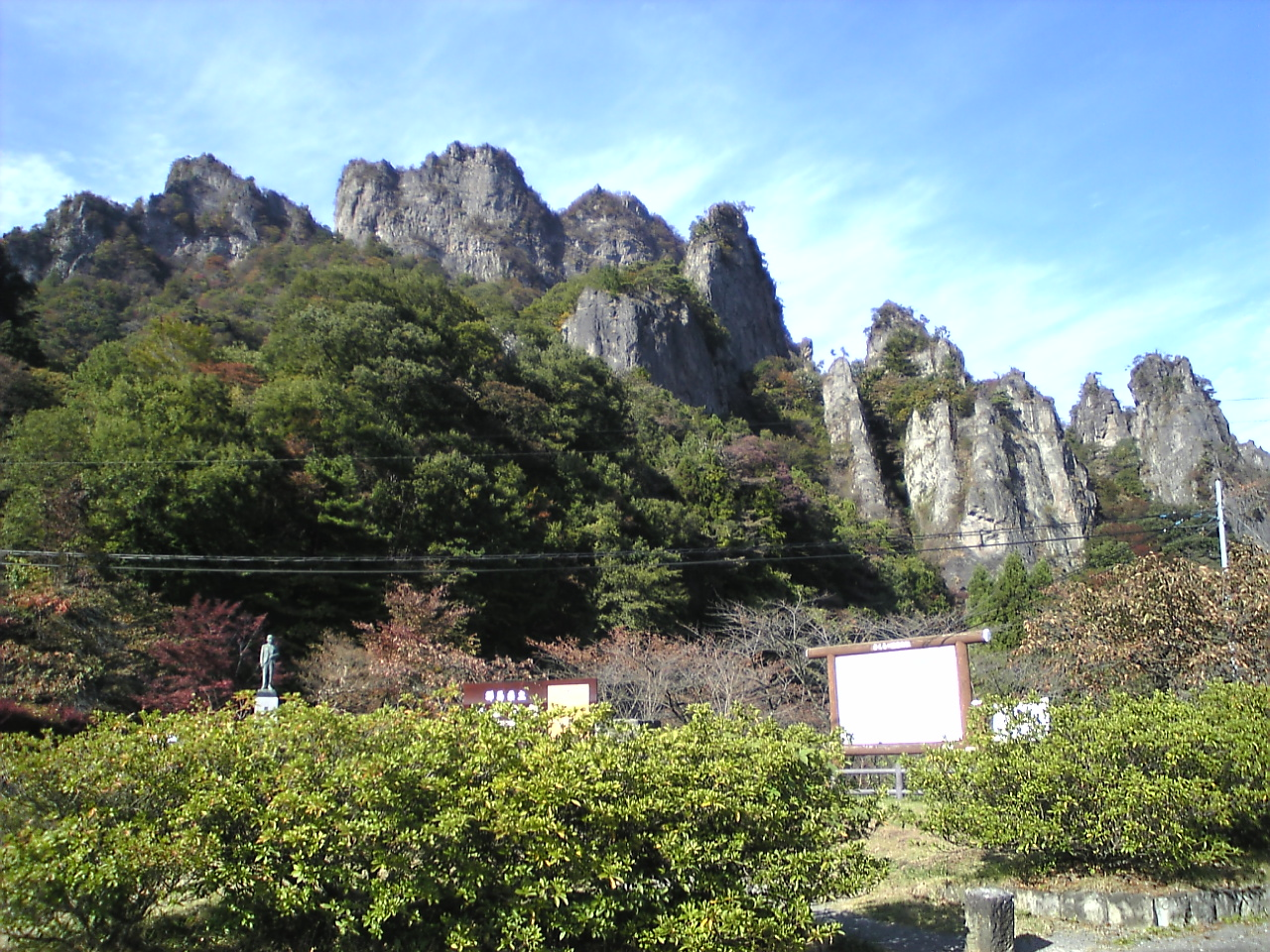
さくらの里より
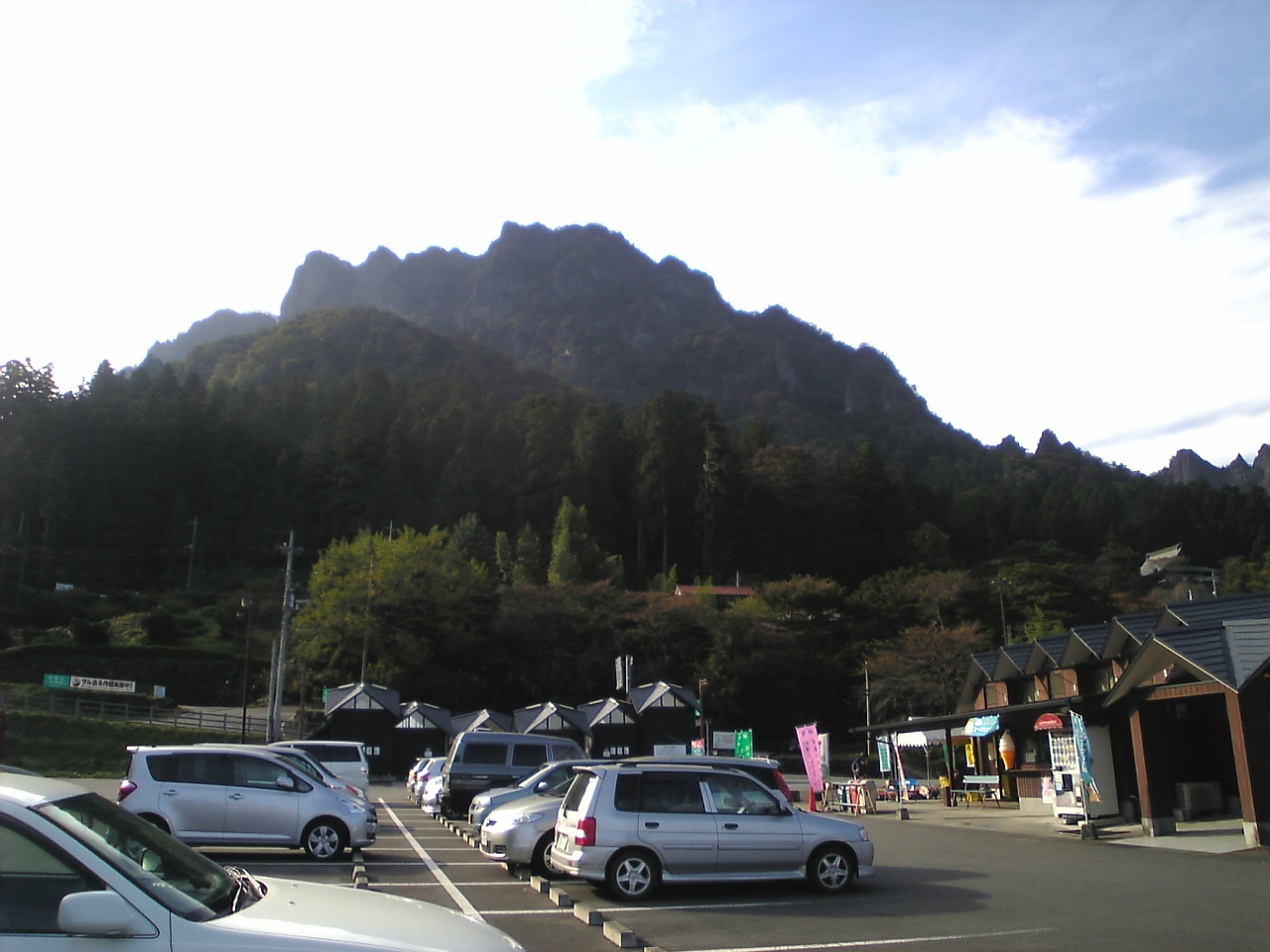
道の駅みょうぎより
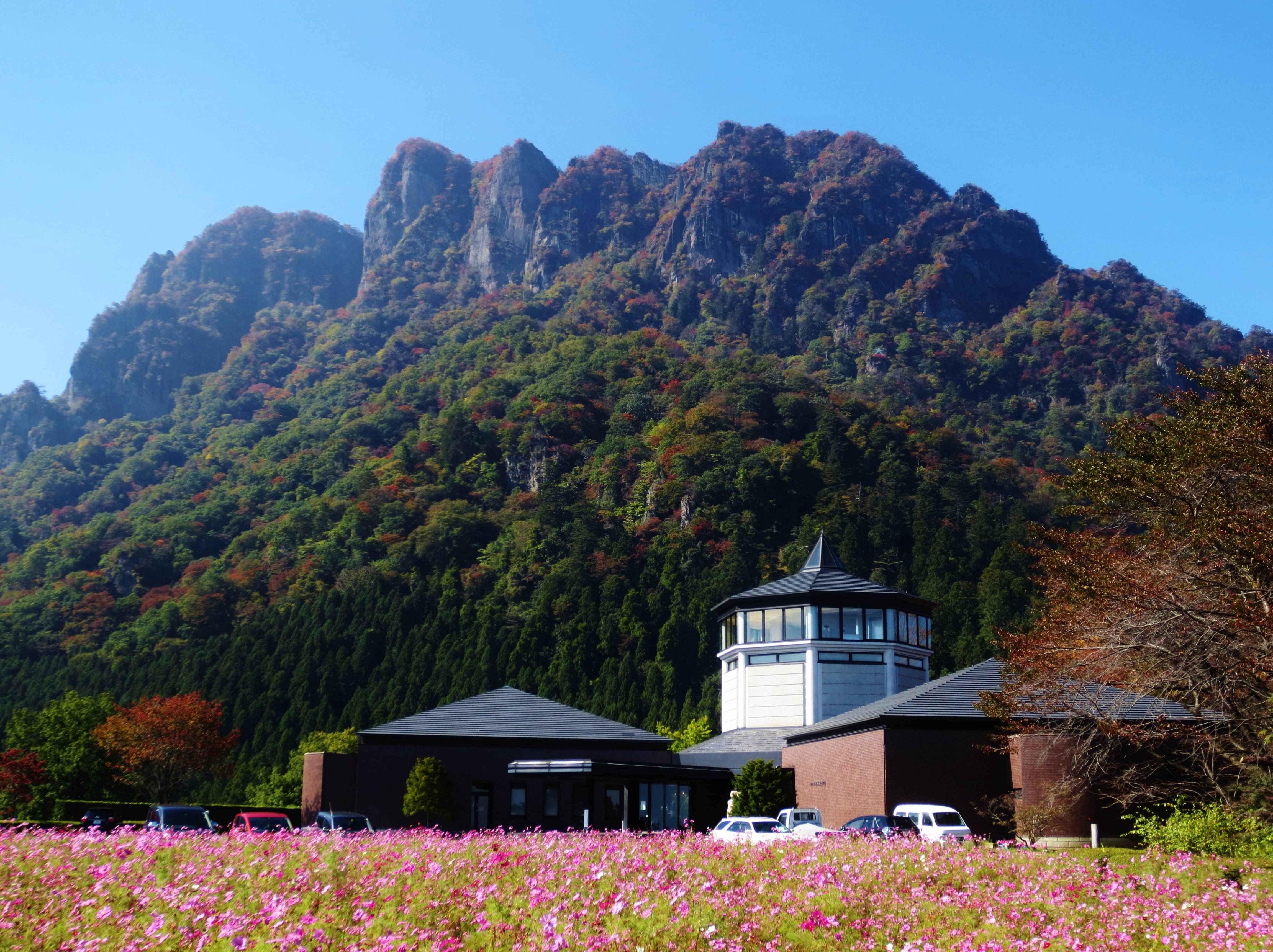
妙義ふるさと美術館より

## 妙義山に関する作品
- 狩野芳崖の≪悲母観音≫は主要モチーフを「天空の雲上に立つ観音、子宮を暗示する球体の中の人間の赤ん坊が、峨々とした山塊の屹立する下界に降りて行く」とする作品であるが、芳崖は「下界の厳しさの実感を得るため」明治20年3月に妙義山写生旅行に出かけている[10]。
- 1932年の堀辰雄による随筆『エトランジェ』- 軽井沢町に向かう西洋人の間では、妙義山がスイスのユングフラウによく似ていると言われる、と記されている。
- 1974年の映画『男はつらいよ 寅次郎子守唄』 - オープニングの歌のシーンで妙義山をバックにススキが揺れている中、車寅次郎が旅をしている。
- 頭文字D - 主要キャラクターの含まれるチーム｢妙義ナイトキッズ｣のホームグラウンド、およびバトルステージとして登場。
- 鉄道唱歌 - 北陸篇第16・17番に「高崎いでゝ安中の （中略） まへに立てるは妙義山　鉾か劍か鋸か 獅子か猛虎か荒鷲か 虚空に立てる岩のさま 石門たかく雲をつく」と歌われている。
- 瀧澤馬琴の『南総里見八犬伝』 において、妖犬八房に与えられた伏姫を母とする八犬士は、別々の時と場所に生まれるが、後に八犬士全員が一堂に会する。しかし、まず五犬士だけが偶然につどう。その場所が妙義山となっている[11]。